# 君のハートはマリンブルー
「君のハートはマリンブルー」（きみのハートはマリンブルー）は、日本のロックバンドである杉山清貴&オメガトライブの楽曲。表題曲は、TBS系ドラマ『年ごろ家族』の主題歌としてオンエアされ、1984年1月21日にVAPから3枚目のシングルとしてリリースされた。

## 背景
前作「ASPHALT LADY」（1983年）の売上が不振だったことを受け、制作側は「あの30万人はどこへいっちゃったのか」という反省を踏まえたうえで制作された。作曲を担当した林哲司は、この作品でアーティストとしての杉山清貴&オメガトライブを認識されるようになったと懐古しており、「曲を作る側もバックアップする側も一体になってサポートしてくれたので、またヒットに返り咲いて、オメガの位置も確立できたんです。僕の中でもオメガトライブのカラーというものが確立できたシングルだったと思います」と語っている。
この楽曲で、1984年4月9日にオンエアされた音楽番組『夜のヒットスタジオ』（フジテレビ系）に初出演を果たしている。

## リリース
1984年1月21日にVAPから7インチレコードのみリリースされた。
1988年2月21日に8cmCDのみ再リリースされた。

## チャート成績
オリコンチャートでは最高12位止まりだったが、『ザ・ベストテン』（TBS系）や、『ザ・トップテン』（日本テレビ系）では、シングル「SUMMER SUSPICION」（1983年）に引き続き、10位以内にランクインした。

## 収録曲
| #         | タイトル                     | 作詞      | 作曲      | 編曲      | 時間 |
| --------- | ---------------------------- | --------- | --------- | --------- | ---- |
| 1.        | 「君のハートはマリンブルー」 | 康珍化    | 林哲司    | 林哲司    | 4:55 |
| 2.        | 「愛を巻き戻して」           | 秋元康    | 杉山清貴  | 志熊研三  | 4:10 |
| 合計時間: | 合計時間:                    | 合計時間: | 合計時間: | 合計時間: | 9:05 |

## リリース履歴
| No. | 日付          | レーベル | 規格            | 規格品番 | 備考         |
| --- | ------------- | -------- | --------------- | -------- | ------------ |
| 1   | 1984年1月21日 | VAP      | 7インチレコード | 10130-07 |              |
| 2   | 1988年2月21日 | VAP      | 8cmCD           | 20024-10 | 再リリース盤 |

## タイアップ
| # | 曲名                         | タイアップ                  | 出典  |
| - | ---------------------------- | --------------------------- | ----- |
| 1 | 「君のハートはマリンブルー」 | TBS系TV『年ごろ家族』主題歌 | [ 3 ] |

## カバー
| 曲名                         | アーティスト         | 収録作品（初出のみ）                               | 発売日         | 備考               | 出典  |
| ---------------------------- | -------------------- | -------------------------------------------------- | -------------- | ------------------ | ----- |
| 「君のハートはマリンブルー」 | 林哲司               | アルバム『TIME FLIES』                             | 1988年4月21日  | セルフカバー       | [ 6 ] |
| 「君のハートはマリンブルー」 | Joey McCoy & Friends | アルバム『Summer Time Memories〜ふたりの夏物語〜』 | 1992年4月22日  | 英語詞によるカバー | [ 7 ] |
| 「君のハートはマリンブルー」 | 杉山清貴             | ライブ・アルバム『I WANNA HOLD YOU AGAIN』         | 1993年10月25日 | セルフカバー       | [ 8 ] |